# CpG-plaats

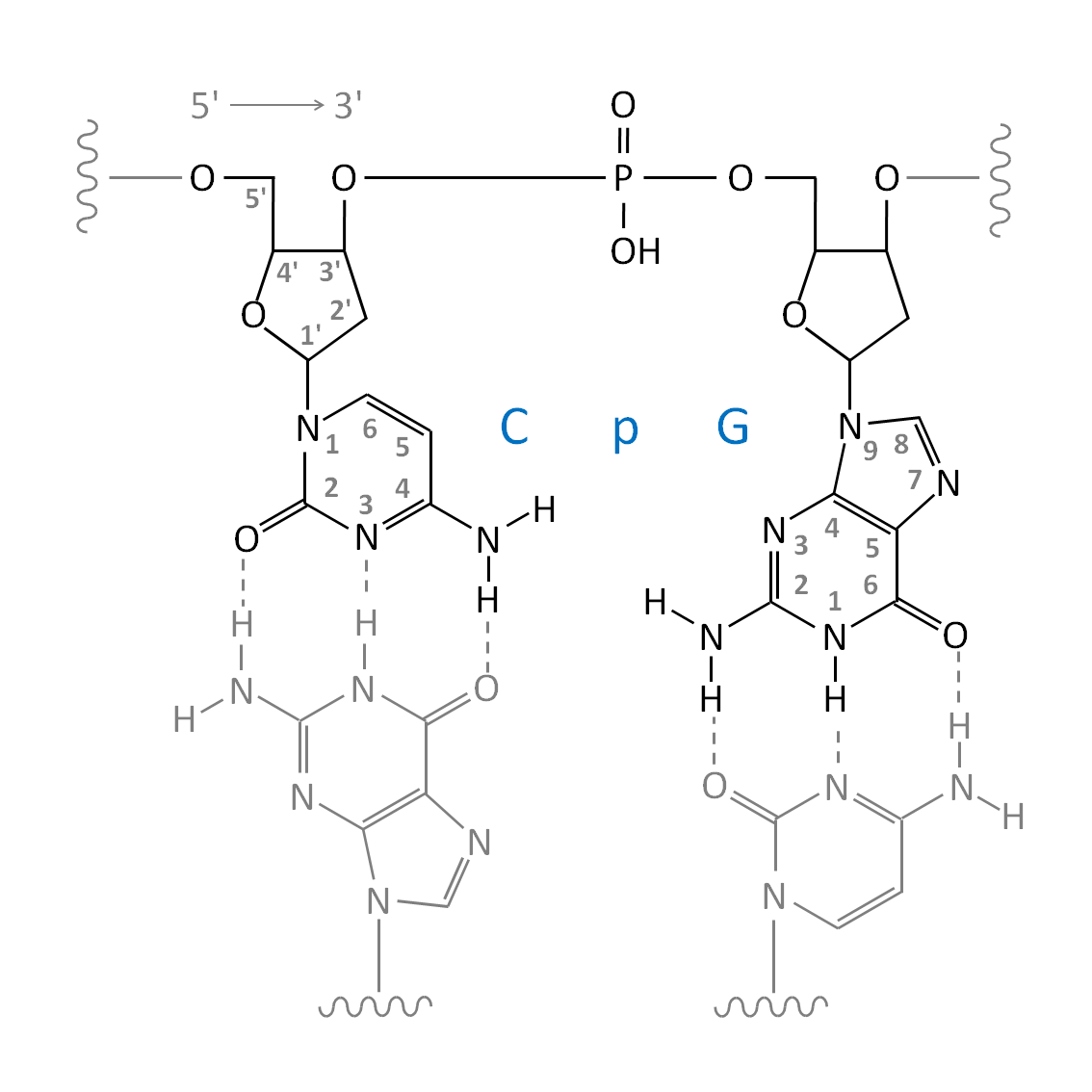
Schematische weergave van een CpG-dinucleoside als een sectie van een dubbelstrengs DNA-molecuul (dsDNA). Het feitelijke CpG-dinucleoside (5'-deoxycytidine-fosforzuur-deoxyguanosine-3') op de aangegeven streng ("Watson") wordt in het zwart weergegeven. De basenparing met de complementaire streng (“crick”) wordt grijs weergegeven. De oriëntatie (5'-3'), nummering en overgangen naar niet weergegeven delen (golflijnen) van het dsDNA-molecuul worden ook in grijs weergegeven. De blauwe markering van de gelijknamige delen (cytosine-fosfaat-guanine) (engels:phosphate) resulteert in de letters “CpG”.

De CpG-plaatsen (5'—C—phosphate—G—3'-plaatsen) of CG-plaatsen zijn DNA-gebieden waar een cytosinenucleoside wordt gevolgd door een guaninenucleoside in de lineaire sequentie van basen langs de 5' → 3'-richting ervan. CpG-plaatsen komen met hoge frequentie voor in regio's van het genoom die CpG-eilanden worden genoemd.
Cytosinen in CpG-dinucleotiden kunnen worden gemethyleerd voor het vormen van 5-methylcytosinen. Enzymen die een methylgroep toevoegen, worden DNA-methyltransferasen genoemd. Bij zoogdieren is 70% tot 80% van de CpG-cytosinen gemethyleerd.[1] Het methyleren van de cytosine kan de genexpressie veranderen, een mechanisme dat deel uitmaakt van een groter wetenschapsgebied dat de genregulatie bestudeert en dat epigenetica wordt genoemd. Gemethyleerde cytosinen muteren vaak in thyminen.
Bij mensen bevat ongeveer 70% van de promotoren die zich nabij de transcriptiestartplaats van een gen bevinden (proximale promotoren) bevatten een CpG-eiland.
Binnen dubbelstrengig DNA is CpG een sequentie die precies hetzelfde leest op de complementaire streng in de 5'-3'-richting
```
 5' ... pNpNpNp
CpG
pNpNpN  ... 3'
         | | | | | | | |
 3' ...  NpNpNpGpCpNpNpNp ... 5'
        (N: 
nucleotide
)
```

## Kenmerken CpG-plaats

### Definitie
CpG is een afkorting voor 5'-C-fosfaat-G-3', dat wil zeggen cytosine en guanine gescheiden door slechts één fosfaatgroep; fosfaat verbindt twee nucleosiden met elkaar in het DNA. De CpG-notatie wordt gebruikt om deze enkelstrengige lineaire sequentie te onderscheiden van de CG-basenparing van cytosine en guanine voor dubbelstrengige sequenties. De CpG-notatie moet daarom worden geïnterpreteerd als de cytosine die op de eerste plaats staat ten opzichte van de guaninebase. CpG moet niet worden verward met GpC, waarbij dit laatste betekent dat een guanine wordt gevolgd door een cytosine in de 5' → 3'-richting van een enkelstrengige sequentie.

### Verspreiding op het genoom
| CpG-plaatsen | GpC-plaatsen |
| --- | ------------ |
| |              |
| Verspreiding van CpG-plaatsen (links: rood) en (rechts: groen) in het menselijke APRT-gen. CpG komt overvloediger voor in het voorwaartse (naar het 5'-uiteinde) gebied van het gen, waar ze een CpG-eiland vormen, terwijl GpC gelijkmatiger verdeeld is. De 5 exons van het APRT-gen zijn aangegeven (blauw) en de start-(ATG) en stop-(TGA) codons zijn vetgedrukt (blauw). |              |

CpG-dinucleotiden komen vaak voor op CpG-eilanden. Er zijn 28.890 CpG-eilanden in het menselijk genoom (50.267 als men CpG-eilanden in herhaalde sequenties opneemt). Dit komt overeen met de 28.519 CpG-eilanden gevonden door Venter et al.[11] omdat deze de genoomsequentie, die niet de binnenste van zeer vergelijkbare repetitieve elementen en de extreem dichte herhalingsgebieden nabij de centromeren omvatte. Omdat CpG-eilanden meerdere CpG-dinucleotidesequenties bevatten, lijken er meer dan 20 miljoen CpG-dinucleotiden in het menselijk genoom voor te komen.

### Ondervertegenwoordiging veroorzaakt door hoge mutatiesnelheid
Er is al lang gevonden dat CpG-dinucleotiden met een veel lagere frequentie voorkomen in de sequentie van genomen van gewervelde dieren dan op grond van toeval zou worden verwacht. In het menselijk genoom, dat een GC-gehalte van 42% heeft, zou bijvoorbeeld twee nucleotiden bestaande uit cytosine gevolgd door guanine naar verwachting voorkomen met {\displaystyle 0,21\times 0,21=4,41\%}. De verwachte CpG-dinucleotiden in menselijke genomen is echter minder dan een vijfde van wat als verwacht zou mogen worden.
Deze ondervertegenwoordiging is een gevolg van de hoge mutatiesnelheid van gemethyleerde CpG-plaatsen: de spontaan optredende deaminering van een gemethyleerde cytosine resulteert in een thymine, en de resulterende niet-overeenkomende G:T-basen worden vaak ten onrechte omgezet in A:T; terwijl de deaminering van niet-gemethyleerd cytosine resulteert in een uracil, dat als vreemde base snel wordt vervangen door een cytosine door het herstelmechanisme van de base-excisie. De overgangssnelheid van C naar T op gemethyleerde CpG-locaties is ~10 maal hoger dan op niet-gemethyleerde locaties.